# Elena d'Angiò
Elena di Serbia, impropriamente nota come Elena d'Angiò (in serbo Јелена Анжујска?, Jelena Anžujska; jɛ̌lɛna ǎnʒuːjskaː; 1235 ca. – Scutari, 8 febbraio 1314), è stata regina consorte dei Serbi dal 1243 al 1276.
Consorte di Stefano Uroš I di Serbia, i due ebbero come figli Stefano Dragutin (1276–1282) e Stefano Milutin (1282–1321), che divennero re di Serbia. Come regina vedova, mantenne il governo provinciale delle regioni di Zeta e Travunia (fino al 1308). Fece costruire il monastero di Gradac e fu nota per la sua tolleranza religiosa. È venerata come santa dalla Chiesa ortodossa serba. Le sue reliquie sono andate perdute.

## Biografia

### Famiglia
Le origini di Elena non sono note con certezza. L'agiografia redatta dall'arcivescovo serbo Danilo II (1324–1337), riporta solo che fosse «di famiglia francese» (in serbo бысть оть племене фpoужьскaаго?), mentre i prosecutori della stessa opera specificarono che la sua «famiglia era di sangue reale o imperiale».
Dall'inizio del XX secolo sono state proposte diverse teorie genealogiche sulla sua ascendenza, basate in gran parte sull'esame dei dati storici relativi alla sorella di Elena, Maria, e alla sua famiglia, in particolare Anselmo, marito di Maria, che fu un alto dignitario del regno di Napoli.
Una delle suddette teorie affermava che Elena appartenesse al casato capetingio degli angioini. Ciò si basava sulla libera interpretazione di fonti degli anni 1280 e 1290 che mostravano come i re angioini di Napoli si riferissero a lei come «cara cugina». Sulla base di questo, alcuni ricercatori hanno supportato la diretta ascendenza di Elena dalla casata angioina, coniando il termine "Elena d'Angiò" (Jelena Anžujska). Nonostante la carenza di fonti a supporto, l'espressione si diffuse tra gli anni 1920 e 1930 e fu promossa non solo dal mondo del giornalismo, ma anche da quello accademico.
Affermando che Elena vantasse origini francesi, John Fine presumeva che fosse «probabilmente della famiglia Valois».
Non c'è dubbio che Elena avesse una sorella di nome Maria, menzionata in diversi documenti. Nell'estate del 1280, il re Carlo I d'Angiò firmò un documento che permetteva a Maria di viaggiare dalla Puglia alla Serbia per far visita a sua sorella, la regina di Serbia (in latino Quia nobilis mulier domina Maria de Chaurs cum filio suo et familia eiusdem domine intendit transfretare ad presens ad partes Servie visura dominam reginam Servie sororem suam). Nei successivi documenti del 1281, Maria è nominata da re Carlo come sua cugina (in latino nobilis mulier Maria domina Chau consanguinea nostra carissima) e come vedova di Anselmo «de Chau» (in latino nobilem mulierem Mariam relictam quondam nobilis viri Anselmi de Chau).
Gordon McDaniel ha proposto che Anselmo de Chau, capitano generale in Albania (1273–1274) per Carlo I d'Angiò, sia da identificare con Anselmo de Keu, menzionato nel 1253–1254 come marito di Maria, figlia di Giovanni Angelo di Sirmia. Secondo McDaniel, Maria e sua sorella Elena discendevano, per via paterna, da un ramo collaterale della famiglia dell'imperatore bizantino e della casata reale ungherese.
I genitori di Maria Angelina sono noti grazie alle licenze matrimoniali pubblicate nel 1253 e nel 1254 dalla cancelleria papale. Nella prima si parla del matrimonio inter Anselmum de Keu ac Mariam, natam Matildis dominae de Posaga, natae comitissae Viennensis, mentre la seconda recita Maria, nate quondam Calojohanni e menziona lo zio materno di Maria come imperatore Constantinopolitano, eiusdem Matildis avunculo. Questi dati hanno permesso a McDaniel di identificare il padre di Maria come Giovanni Angelo, re di Sirmia, e la madre di Maria come Matilda, figlia di Enrico I, conte di Vianden e Margherita di Courtenay (sorella degli imperatori latini Roberto I e Baldovino II).
I legami familiari di Elena e Maria sono stati oggetto di molti studi storici e genealogici che hanno tentato di risolvere questioni di prosopografia di varie famiglie nobili e reali, comprese alcune questioni relative al marito di Maria per l'attribuzione di fonti ad almeno due persone (padre e figlio) omonime: Anselm de Cayeux.

### Regina di Serbia

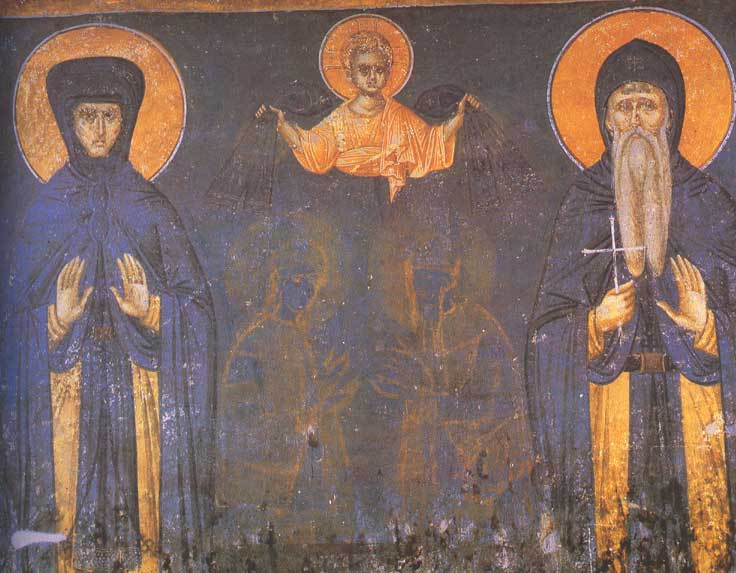
Elena e suo figlio Stefan Milutin in un affresco del monastero di Gračanica

Elena sposò il re Stefano Uroš I di Serbia tra il 1245 e il 1250. Nel 1276, si scatenò una disputa tra suo marito e il figlio maggiore Stefano Dragutin. Re Uroš abdicò, per poi morire nel 1280. Durante il regno dei suoi figli Stefano Dragutin (1276–1282) e Stefano Milutin (1282–1321), la regina vedova mantenne l'amministrazione provinciale delle regioni di Zeta e Travunia, fino al 1308. Si dimostrò una governatrice valida, dovendo amministrare regioni con una popolazione mista di serbi ortodossi e cattolici.
Subito dopo l'esperienza di governo, divenne una monaca presso la chiesa di san Nicola a Skadar (Scutari), dove morì l'8 febbraio 1314.

## Culto
Elena fu canonizzata dalla Chiesa ortodossa serba. Il giorno della sua memoria è il 30 ottobre nel calendario giuliano, il 12 novembre secondo il calendario gregoriano.

## Eredità

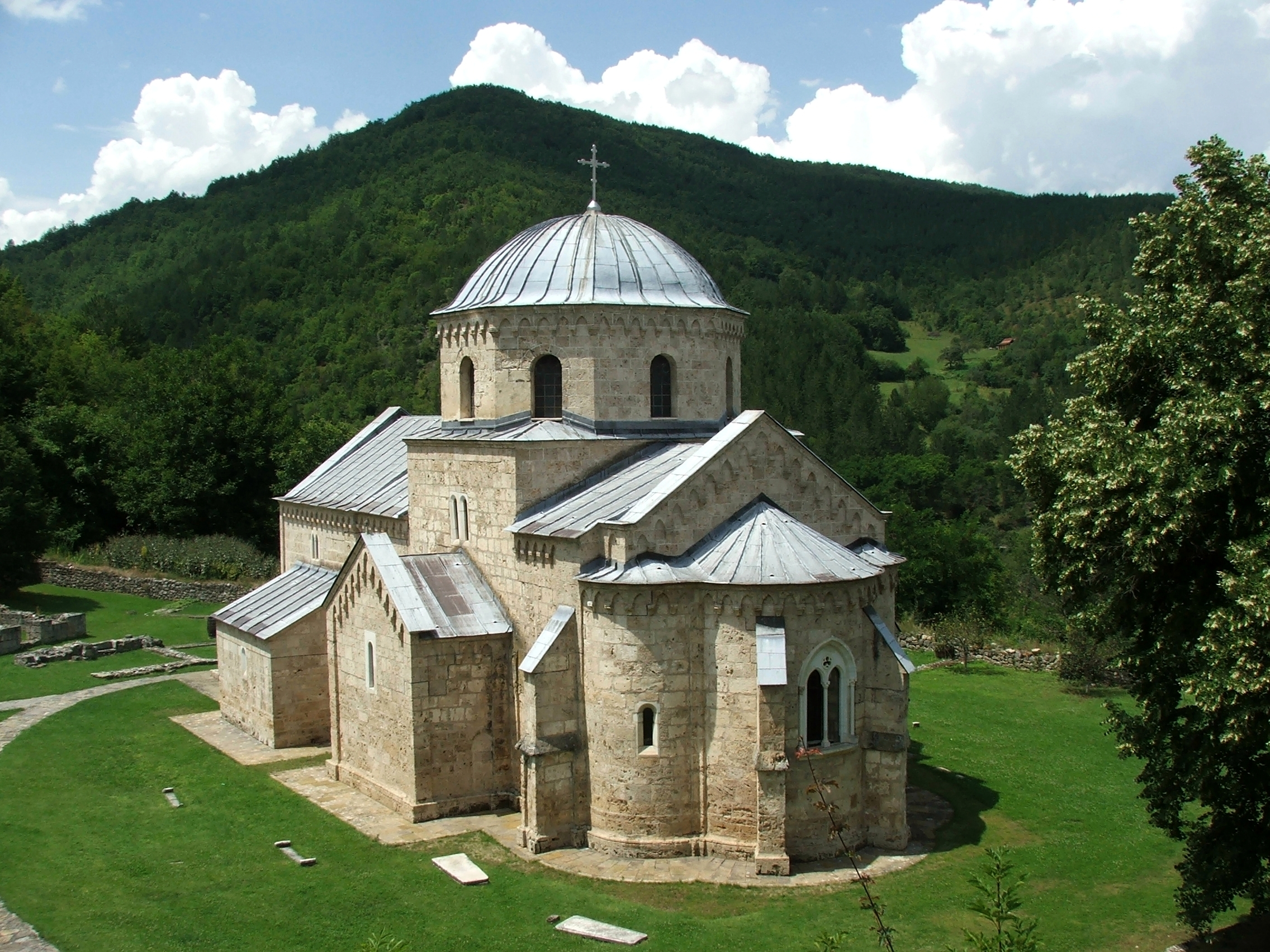
Il monastero di Gradac fu fondato dalla regina Elena

La regina Elena ha contribuito in modo significativo all'ascesa culturale della Serbia medievale. Mantenne una biblioteca di corte e promosse la trascrizione di libri nei monasteri. Fondò la prima scuola femminile della Serbia medievale.
Uno dei palazzi di Elena si trovava nel villaggio di Brnjak (anche chiamato "Brnjaci") nel territorio dell'attuale Kosovo. Possedeva inoltre la fortificazione di Jeleč sul monte Rogozna. Come altri membri della dinasta Nemanjić, costruì monasteri e fece donazioni alle chiese. Fondò il monastero di Gradac, dove sarebbe stata sepolta, la Chiesa di san Nicola a Scutari dove sarebbe morta, e fece restaurare il monastero dei santi Sergio e Bacco. Fece riparare e ricostruire molte chiese e monasteri nell'area del lago di Skadar, devastata dall'invasione mongola del 1242.

## Discendenza
La regina Elena e suo marito, il re Stefan Uroš I, ebbero almeno tre figli:
- Stefano Dragutin, re di Serbia dal 1276 al 1282;
- Stefano Uroš II Milutin, re di Serbia dal 1282 al 1321;
- Brnjača, figlia.